# Nedersaksen
Nedersaksen (Duits: Niedersachsen, Nedersaksisch: Neddersassen, Saterfries: Läichsaksen) is een deelstaat in het noordwesten van Duitsland. De hoofdstad van Nedersaksen is Hannover. De deelstaat telt 8.003.421 inwoners (31 december 2020) op een oppervlakte van 47.709,75 km². De deelstaat heeft daarmee van de zestien Duitse deelstaten op drie na de meeste inwoners en op één na de grootste oppervlakte. Op 31 december 2020 had 10,72% van de inwoners een niet-Duits staatsburgerschap (857.895 niet-Duitsers) en hadden 29.725 inwoners het Nederlandse staatsburgerschap.

## Geografie
Nedersaksen grenst aan (met de klok mee) de Noordzee, de deelstaten Sleeswijk-Holstein, Hamburg, Mecklenburg-Voor-Pommeren, Brandenburg, Saksen-Anhalt, Thüringen, Hessen en Noordrijn-Westfalen en aan Nederland (de provincies Overijssel, Drenthe en Groningen). De deelstaat Bremen wordt omringd door Nedersaksen.
Nedersaksen ligt grotendeels in de Noord-Duitse Laagvlakte, en wordt doorsneden door de Wezer, de Eems en de Elbe. Het noorden en westen van Nedersaksen zijn daardoor vlak, net als het aangrenzende Nederland. Sommige delen liggen onder zeeniveau. Slechts op de Lüneburger Heide verheft het landschap zich op enkele plaatsen tot circa 150 meter (hoogste punt: 169,2 m).
In het uiterste zuiden ligt het Teutoburgerwoud, dat tot maximaal 446 m reikt. Oostelijk van Hannover verheft zich de Harz, waar de Wurmberg met 971 m boven zeeniveau het hoogste punt van Nedersaksen vormt. De Brocken, het hoogste punt van de Harz, bevindt zich net in Saksen-Anhalt. In het uiterste zuidoosten, rond Göttingen, bevindt zich het Nedersaksisch Bergland, een gezamenlijke benaming voor de twee gebieden Weserbergland en Leinebergland.

### Hunebedden
De hunebedden in Nedersaksen behoren net als de hunebedden in Nederland tot de westgroep van de trechterbekercultuur. Er zijn veel hunebedden verwoest. Desondanks zijn er honderden (gedeeltelijk) bewaard gebleven (zie lijst van hunebedden in Bremen, Hamburg en Nedersaksen).

## Geschiedenis
Nedersaksen werd na de Tweede Wereldoorlog gesticht (1946) nadat het een deel van de Britse bezettingszone was geweest. Het werd samengesteld uit Hannover (voorheen een provincie van Pruisen) en de vrijstaten Oldenburg, Brunswijk (Braunschweig) en Schaumburg-Lippe.
Na een referendum werden in 1993 het historisch tot Hannover behorende Amt Neuhaus en een deel van de gemeente Garlitz van Mecklenburg-Voor-Pommeren afgescheiden en bij Nedersaksen gevoegd.

## Talen
In Nedersaksen worden Hoogduits en verschillende varianten van het Nedersaksisch gesproken. In het Saterland, in de landkreis Cloppenburg, wordt nog door een kleine groep een Fries dialect gesproken.

## Bestuur en politiek

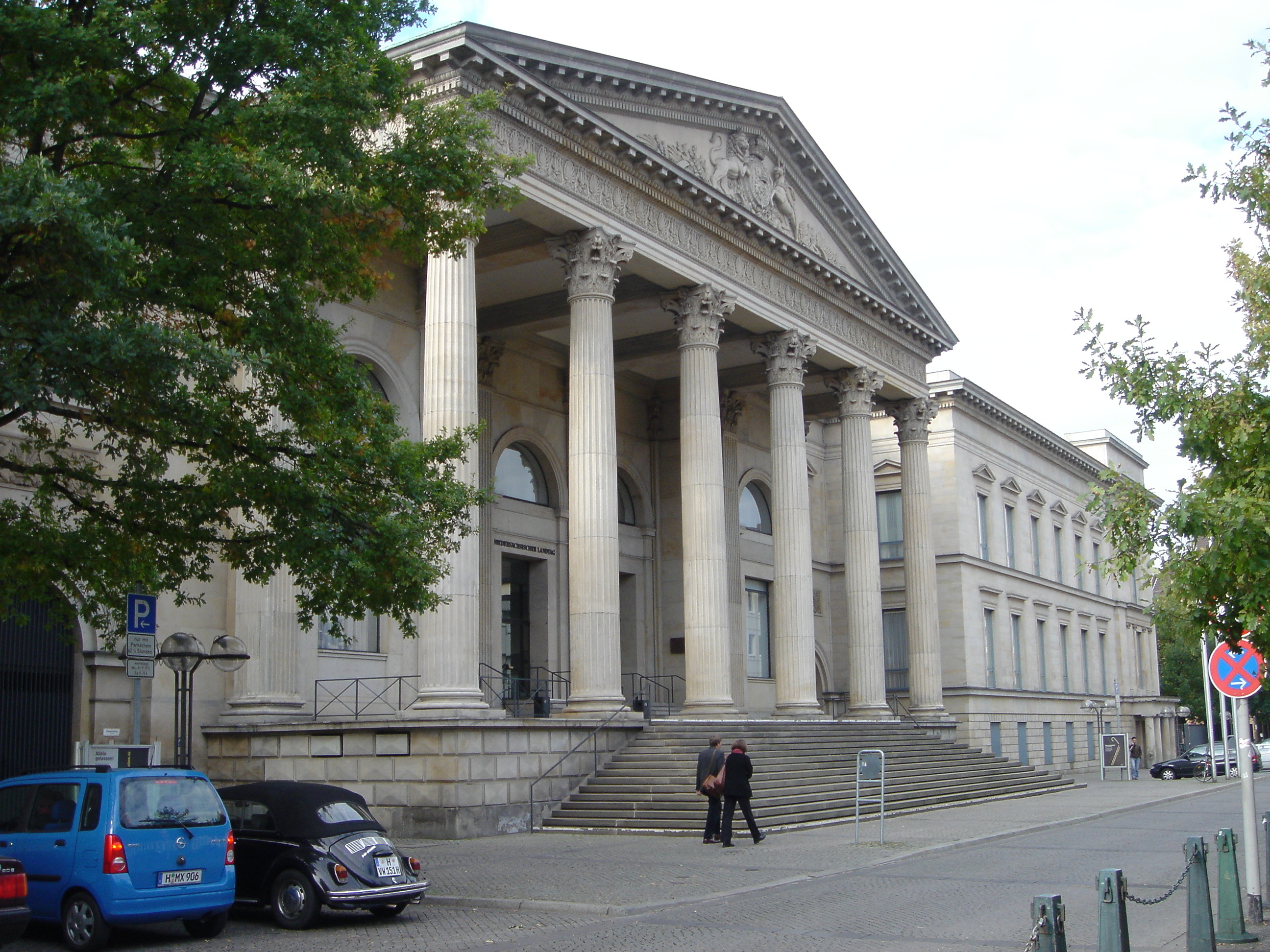
Het parlementsgebouw (Leineschloss) in Hannover

De wetgevende macht van Nedersaksen ligt in handen van de Landdag, het deelstaatparlement dat zetelt in het Leineschloss te Hannover. Nedersaksen heeft sinds 1951 een eigen grondwet. De grondwet bepaalt onder meer dat de Landdag ten minste 135 leden kent en in principe voor vijf jaar wordt gekozen. Nedersaksen heeft een kiessysteem waarbij de kiezers twee stemmen hebben: met de eerste stem wordt de kandidaat voor het kiesdistrict gekozen, de tweede stemmen bepalen de uiteindelijke verhouding in het parlement. Om tot die verhouding te komen kan het aantal van 135 zetels middels Überhangmandate worden uitgebreid. Sinds de meest recente verkiezingen in 2022 telt het parlement 146 afgevaardigden.
| Verkiezingsuitslag 2022 | Verkiezingsuitslag 2022 | Verkiezingsuitslag 2022 | Verkiezingsuitslag 2022 |
| Partij                  | %                       | zetels                  | verschil                |
| ----------------------- | ----------------------- | ----------------------- | ----------------------- |
| SPD                     | 33,4%                   | 57                      | +2                      |
| CDU                     | 28,1%                   | 47                      | −3                      |
| Bündnis 90/Die Grünen   | 14,5%                   | 24                      | +12                     |
| AfD                     | 10,9%                   | 18                      | +9                      |
| FDP                     | 4,7%                    | 0                       | −11                     |
| Die Linke               | 2,7%                    | 0                       | -                       |
| Overigen                | 5,6%                    | 0                       | -                       |
| Totaal                  | 100%                    | 146                     |                         |

- Zie Landdag van Nedersaksen voor alle verkiezingsuitslagen en zetelverdelingen sinds 1947.

### Minister-presidenten
De huidige minister-president van Nedersaksen is Olaf Lies (SPD). Hij nam het ambt in 2025 over van zijn partijgenoot Stephan Weil, die wegens persoonlijke redenen tussentijds aftrad. Lies leidt een rood-groene regeringscoalitie van SPD en de Groenen.

## Justitie

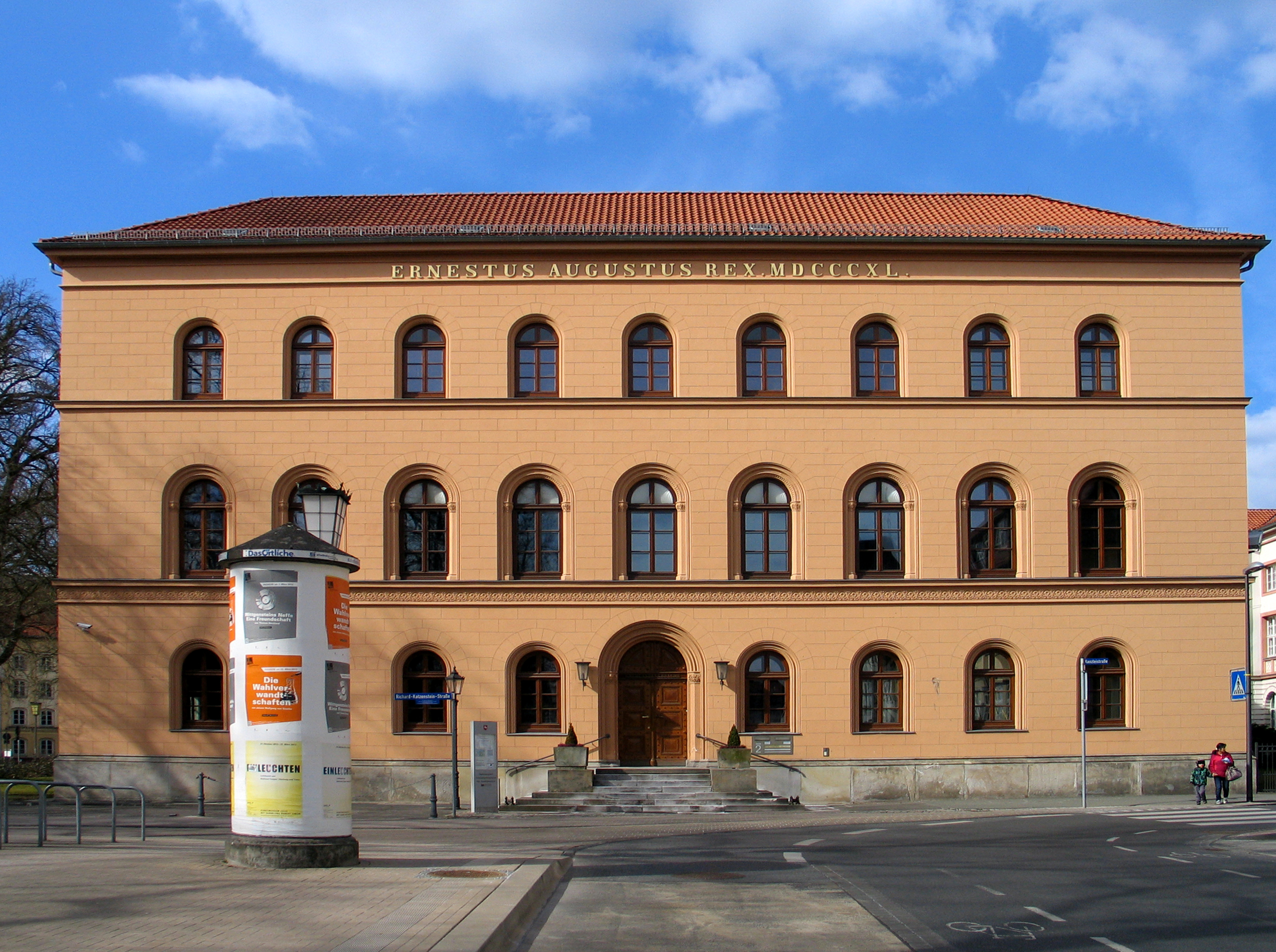
Het Oberlandesgericht in Celle

Nedersaksen heeft drie Oberlandesgerichten, één in Celle, één in Oldenburg en één in Braunschweig. Daaronder staan 11 Landgerichten en 80 Amtsgerichten. Het Constitutioneel Hof voor het Land staat in Bückeburg, terwijl de hoogste bestuursrechter zetelt in Lüneburg. De hoogste arbeidsrechter en belastingrechter zetelen beiden in de hoofdstad Hannover, terwijl het hoogste sociaal gerecht gevestigd is in de stad Celle. Dit laatste gerecht is tevens bevoegd voor het Land Bremen.

## Bestuurlijke indeling
Nedersaksen was onderverdeeld in vier Regierungsbezirke (bestuurlijke regio's), die echter in 2004 zijn afgeschaft. Tegenwoordig is het onderverdeeld in 37 Landkreise en 8 kreisfreie Städte.

### Landkreise
1. Ammerland
2. Aurich
3. Graafschap Bentheim
4. Celle
5. Cloppenburg
6. Cuxhaven
7. Diepholz
8. Eemsland
9. Friesland
10. Gifhorn
11. Goslar
12. Göttingen
13. Hamelen-Pyrmont
14. Regio Hannover
15. Harburg
16. Helmstedt
17. Hildesheim
18. Holzminden
19. Leer
20. Lüchow-Dannenberg
21. Lüneburg
22. Nienburg
23. Northeim
24. Oldenburg
25. Osnabrück
26. Osterholz
27. Peine
28. Rotenburg
29. Schaumburg
30. Heidekreis
31. Stade
32. Uelzen
33. Vechta
34. Verden
35. Wesermarsch
36. Wittmund
37. Wolfenbüttel

### Kreisfreie Städte
1. Braunschweig
2. Delmenhorst
3. Emden
4. Oldenburg
5. Osnabrück
6. Salzgitter
7. Wilhelmshaven
8. Wolfsburg

## Streken
- Eemsland (Emsland)
- Harz
- Lüneburger Heide
- Oldenburger Land
- Oldenburger Münsterland
- Oost-Friesland (Ostfriesland)
- Weserbergland
- Leinebergland

## Bevolkingsontwikkeling
| Datum      |               | Inwoners  | Oppervlakte (in km²) | Dichtheid |        | Buitenlanders | Buitenlanders | Buitenlanders | Buitenlanders |
| Datum      | Totaal        | Inwoners  | Oppervlakte (in km²) | Dichtheid | %      |               | Nederlanders  |               |               |
| ---------- | ------------- | --------- | -------------------- | --------- | ------ | ------------- | ------------- | ------------- | ------------- |
| 31.12.2022 |               | 8.140.242 | 47.709,90            | 170,6     |        |               |               |               |               |
| 31.12.2021 | 8.027.031     | 47.709,86 | 168,2                | 895.490   | 11,16% | 29.745        |               |               |               |
| 31.12.2020 | 8.003.421     | 47.709,82 | 167,8                | 857.895   | 10,72% | 29.725        |               |               |               |
| 31.12.2019 | 7.993.608     | 47.709,80 | 167,5                | 841.165   | 10,52% | 29.865        |               |               |               |
| 31.12.2018 | 7.982.448     | 47.709,50 | 167,3                | 813.080   | 10,19% | 29.910        |               |               |               |
| 31.12.2017 | 7.962.775     | 47.709,82 | 166,9                | 776.860   | 9,76%  | 30.230        |               |               |               |
| 31.12.2016 | 7.945.685     | 47.709,83 | 166,5                | 745.185   | 9,38%  | 30.465        |               |               |               |
| 31.12.2015 | 7.926.599     | 47.615,85 | 166,5                | 663.817   | 8,37%  | 30.377        |               |               |               |
| 31.12.2014 | 7.826.739     | 47.614,82 | 164,4                | 570.988   | 7,3%   | 30.232        |               |               |               |
| 31.12.2013 | 7.790.559     | 47.614,07 | 163,6                | 525.689   | 6,75%  | 30.260        |               |               |               |
| 31.12.2012 | 7.778.995     | 47.613,78 | 163,4                | 492.072   | 6,33%  | 30.048        |               |               |               |
| 31.12.2011 | 7.774.253     | 47.613,60 | 163,3                | 470.683   | 6,05%  | 29.954        |               |               |               |
| 31.12.2010 | 7.918.293     | 47.612,78 | 166,3                | 458.153   | 5,79%  | 29.426        |               |               |               |
| 31.12.2009 | 7.928.815     | 47.634,90 | 166,4                | 453.636   | 5,72%  | 28.903        |               |               |               |
| 31.12.2008 | 7.947.244     | 47.626,60 | 166,9                | 453.141   | 5,7%   | 28.012        |               |               |               |
| 31.12.2007 | 7.971.684     | 47.625,43 | 167,4                | 457.099   | 5,73%  | 26.252        |               |               |               |
| 31.12.2006 | 7.982.685     | 47.641,10 | 167,6                | 458.757   | 5,75%  | 24.446        |               |               |               |
| 31.12.2005 | 7.993.946     | 47.624,22 | 167,9                | 461.486   | 5,77%  | 22.334        |               |               |               |
| 31.12.2004 | 8.000.909     | 47.619,63 | 168,0                | 462.383   | 5,78%  | 20.673        |               |               |               |
| 31.12.2003 | 7.993.415     | 47.618,24 | 167,9                | 478.053   | 5,98%  | 19.577        |               |               |               |
| 31.12.2002 | 7.980.472     | 47.617,97 | 167,6                | 479.312   | 6,01%  | 18.079        |               |               |               |
| 31.12.2001 | 7.956.416     | 47.616,48 | 167,1                | 476.095   | 5,98%  | 16.527        |               |               |               |
| 31.12.2000 | 7.926.193     | 47.615,70 | 166,5                | 473.515   | 5,97%  | 15.694        |               |               |               |
| 31.12.1999 | 7.898.760     | 47.614,27 | 165,9                | 477.446   | 6,04%  | 15.639        |               |               |               |
| 31.12.1998 | 7.865.840     | 47.613,51 | 165,2                | 474.124   | 6,03%  | 15.640        |               |               |               |
| 31.12.1997 | 7.845.398     | 47.613,35 | 164,8                | 480.550   | 6,13%  | 15.722        |               |               |               |
| 31.12.1996 | 7.815.148     | 47.612,24 | 164,1                | 480.029   | 6,14%  | 15.643        |               |               |               |
| 31.12.1995 | 7.780.422     | 47.610,55 | 163,4                | 468.755   | 6,02%  | 15.700        |               |               |               |
| 31.12.1994 | 7.715.363     | 47.609,24 | 162,1                | 451.938   | 5,86%  | 15.687        |               |               |               |
| 31.12.1993 | 7.648.004     | 47.605,91 | 160,7                | 445.832   | 5,83%  | 15.598        |               |               |               |
| 31.12.1992 | 7.577.520     | 47.347,58 | 160,0                | 425.801   | 5,62%  | 15.540        |               |               |               |
| 31.12.1991 | 7.475.790     | 47.363,59 | 157,8                | 368.361   | 4,93%  | 15.561        |               |               |               |
| 31.12.1990 | 7.387.245     | 47.351,04 | 156,0                | 338.826   | 4,59%  | 15.378        |               |               |               |
| 31.12.1989 | 7.283.795     | 47.348,71 | 153,8                |           |        |               |               |               |               |
| 31.12.1988 | 7.184.943     | 47.343,89 | 151,8                |           |        |               |               |               |               |
| 31.12.1987 | 7.163.602     | 47.439,23 | 151,0                | 289.469   | 4,04%  |               |               |               |               |
| 31.12.1986 | 7.196.127     | 47.439,20 | 151,7                | 286.694   | 3,98%  |               |               |               |               |
| 31.12.1985 | 7.196.918     | 47.438,18 | 151,7                | 274.916   | 3,82%  |               |               |               |               |
| 31.12.1984 | 7.216.304     | 47.449,95 | 152,1                | 273.716   | 3,79%  |               |               |               |               |
| 31.12.1983 | 7.248.536     | 47.446,99 | 152,8                | 290.651   | 4,01%  |               |               |               |               |
| 31.12.1982 | 7.256.769     | 47.425,86 | 153,0                | 300.584   | 4,14%  |               |               |               |               |
| 31.12.1981 | 7.267.106     | 47.430,66 | 153,2                | 299.147   | 4,12%  |               |               |               |               |
| 31.12.1980 | 7.256.386     | 47.423,76 | 153,0                | 284.678   | 3,92%  |               |               |               |               |
| 31.12.1979 | 7.234.000     | 47.423,76 | 152,5                | 261.331   | 3,61%  |               |               |               |               |
| 31.12.1978 | 7.225.167     | 47.417,89 | 152,4                | 249.522   | 3,45%  |               |               |               |               |
| 31.12.1977 | 7.224.165     | 47.415,35 | 152,4                |           |        |               |               |               |               |
| 31.12.1976 | 7.226.897     | 47.422,82 | 152,4                |           |        |               |               |               |               |
| 31.12.1975 | 7.238.502     | 47.430,02 | 152,6                |           |        |               |               |               |               |
| 31.12.1974 | 7.264.840     | 47.426,27 | 153,2                |           |        |               |               |               |               |
| 31.12.1973 | 7.259.205     | 47.426,13 | 153,1                |           |        |               |               |               |               |
| 31.12.1972 | 7.214.828     | 47.421,26 | 152,1                |           |        |               |               |               |               |
| 31.12.1971 | 7.180.500     | 47.412,48 | 151,4                |           |        |               |               |               |               |
| 31.12.1970 | 7.121.201     | 47.413,82 | 150,2                |           |        |               |               |               |               |
| 31.12.1969 | 7.099.790     | 47.406,82 | 149,8                |           |        |               |               |               |               |
| 31.12.1968 | 7.038.484     | 47.405,10 | 148,5                |           |        |               |               |               |               |
| Datum      |               | Inwoners  | Oppervlakte (in km²) | Dichtheid |        | Totaal        | %             |               | Nederlanders  |
| Datum      | Buitenlanders | Inwoners  | Oppervlakte (in km²) | Dichtheid |        |               |               |               |               |

1. 1 2  Vanwege geheimhoudingsredenen (§ 16 Bundesstatistikgesetz) worden de statistieken van buitenlanders vanaf 2016 alleen nog maar afgerond weergegeven (veelvoud van vijf).

### Nederlanders
| Datum      |                        | Totaal |       | Verblijfsduur in jaren | Verblijfsduur in jaren | Verblijfsduur in jaren | Verblijfsduur in jaren | Verblijfsduur in jaren | Verblijfsduur in jaren | Verblijfsduur in jaren | Verblijfsduur in jaren | Verblijfsduur in jaren | Verblijfsduur in jaren |
| Datum      | <1                     | Totaal | 1-4   | 4-6                    | 6-8                    | 8-10                   | 10-15                  | 15-20                  | 20-25                  | 25-30                  | 30>                    |                        |                        |
| ---------- | ---------------------- | ------ | ----- | ---------------------- | ---------------------- | ---------------------- | ---------------------- | ---------------------- | ---------------------- | ---------------------- | ---------------------- | ---------------------- | ---------------------- |
| 31.12.2021 |                        | 29.745 |       | 760                    | 2.525                  | 1.700                  | 1.625                  | 1.530                  | 5.540                  | 5.490                  | 1.785                  | 1.250                  | 7.545                  |
| 31.12.2020 | 29.725                 | 760    | 2.615 | 1.815                  | 1.605                  | 1.640                  | 6.400                  | 4.830                  | 1.355                  | 1.220                  | 7.485                  |                        |                        |
| 31.12.2019 | 29.865                 | 830    | 2.790 | 1.795                  | 1.650                  | 1.825                  | 6.880                  | 4.210                  | 1.290                  | 1.180                  | 7.410                  |                        |                        |
| 31.12.2018 | 29.910                 | 830    | 3.005 | 1.800                  | 1.760                  | 2.100                  | 7.110                  | 3.555                  | 1.285                  | 1.150                  | 7.320                  |                        |                        |
| 31.12.2017 | 30.230                 | 955    | 3.120 | 1.830                  | 2.000                  | 2.885                  | 6.835                  | 2.855                  | 1.335                  | 1.130                  | 7.280                  |                        |                        |
| 31.12.2016 | 30.465                 | 1.150  | 3.165 | 1.935                  | 2.370                  | 3.380                  | 6.655                  | 2.045                  | 1.350                  | 1.145                  | 7.270                  |                        |                        |
| 31.12.2015 | 30.377                 | 1.146  | 3.122 | 2.197                  | 3.125                  | 3.638                  | 5.889                  | 1.512                  | 1.328                  | 1.172                  | 7.248                  |                        |                        |
| 31.12.2014 | 30.232                 | 1.084  | 3.318 | 2.574                  | 3.720                  | 3.488                  | 5.003                  | 1.408                  | 1.260                  | 1.171                  | 7.206                  |                        |                        |
| 31.12.2013 | 30.260                 | 1.088  | 3.640 | 3.439                  | 3.997                  | 2.901                  | 4.222                  | 1.362                  | 1.263                  | 1.160                  | 7.188                  |                        |                        |
| 31.12.2012 | 30.048                 | 1.106  | 4.202 | 4.117                  | 3.734                  | 2.649                  | 3.298                  | 1.405                  | 1.246                  | 1.098                  | 7.193                  |                        |                        |
| 31.12.2011 | 29.954                 | 1.293  | 5.319 | 4.325                  | 3.125                  | 2.728                  | 2.251                  | 1.437                  | 1.241                  | 1.068                  | 7.167                  |                        |                        |
| 31.12.2010 | 29.426                 | 1.422  | 6.242 | 4.029                  | 2.809                  | 2.435                  | 1.614                  | 1.430                  | 1.262                  | 1.094                  | 7.089                  |                        |                        |
| 31.12.2009 | 28.903                 | 1.709  | 7.144 | 3.302                  | 2.911                  | 1.476                  | 1.509                  | 1.395                  | 1.250                  | 1.148                  | 7.059                  |                        |                        |
| 31.12.2008 | 28.012                 | 2.356  | 6.824 | 3.070                  | 2.643                  | 839                    | 1.499                  | 1.365                  | 1.240                  | 1.169                  | 7.007                  |                        |                        |
| 31.12.2007 | 26.252                 | 2.242  | 6.300 | 3.192                  | 1.615                  | 670                    | 1.536                  | 1.383                  | 1.187                  | 1.217                  | 6.910                  |                        |                        |
| 31.12.2006 | 24.446                 | 2.458  | 5.512 | 2.845                  | 878                    | 585                    | 1.574                  | 1.372                  | 1.146                  | 1.217                  | 6.859                  |                        |                        |
| 31.12.2005 | 22.334                 | 1.861  | 5.337 | 1.738                  | 714                    | 602                    | 1.562                  | 1.382                  | 1.190                  | 1.152                  | 6.796                  |                        |                        |
| 31.12.2004 | 20.673                 | 1.566  | 4.905 | 950                    | 619                    | 667                    | 1.517                  | 1.358                  | 1.232                  | 1.134                  | 6.725                  |                        |                        |
| Datum      |                        | Totaal |       | <1                     | 1-4                    | 4-6                    | 6-8                    | 8-10                   | 10-15                  | 15-20                  | 20-25                  | 25-30                  | 30>                    |
| Datum      | Verblijfsduur in jaren | Totaal |       |                        |                        |                        |                        |                        |                        |                        |                        |                        |                        |

1. ↑  Vanwege geheimhoudingsredenen (§ 16 Bundesstatistikgesetz) worden de statistieken van buitenlanders vanaf 2016 alleen nog maar afgerond weergegeven (veelvoud van vijf).

### Aantal naturalisaties tot Duits staatsburger
| Land voorgaande staatsburgerschap    | Naturalisaties tot Duits staatsburger in de deelstaat Nedersaksen per jaar | Naturalisaties tot Duits staatsburger in de deelstaat Nedersaksen per jaar | Naturalisaties tot Duits staatsburger in de deelstaat Nedersaksen per jaar | Naturalisaties tot Duits staatsburger in de deelstaat Nedersaksen per jaar | Naturalisaties tot Duits staatsburger in de deelstaat Nedersaksen per jaar | Naturalisaties tot Duits staatsburger in de deelstaat Nedersaksen per jaar | Naturalisaties tot Duits staatsburger in de deelstaat Nedersaksen per jaar | Naturalisaties tot Duits staatsburger in de deelstaat Nedersaksen per jaar | Naturalisaties tot Duits staatsburger in de deelstaat Nedersaksen per jaar | Naturalisaties tot Duits staatsburger in de deelstaat Nedersaksen per jaar | Naturalisaties tot Duits staatsburger in de deelstaat Nedersaksen per jaar | Naturalisaties tot Duits staatsburger in de deelstaat Nedersaksen per jaar | Naturalisaties tot Duits staatsburger in de deelstaat Nedersaksen per jaar | Naturalisaties tot Duits staatsburger in de deelstaat Nedersaksen per jaar | Naturalisaties tot Duits staatsburger in de deelstaat Nedersaksen per jaar | Naturalisaties tot Duits staatsburger in de deelstaat Nedersaksen per jaar | Naturalisaties tot Duits staatsburger in de deelstaat Nedersaksen per jaar | Naturalisaties tot Duits staatsburger in de deelstaat Nedersaksen per jaar |
| Land voorgaande staatsburgerschap    | 2000                                                                       | 2001                                                                       | 2002                                                                       | 2003                                                                       | 2004                                                                       | 2005                                                                       | 2006                                                                       | 2007                                                                       | 2008                                                                       | 2009                                                                       | 2010                                                                       | 2011                                                                       | 2012                                                                       | 2013                                                                       | 2014                                                                       | 2015                                                                       | 2016                                                                       | 2017                                                                       |
| ------------------------------------ | -------------------------------------------------------------------------- | -------------------------------------------------------------------------- | -------------------------------------------------------------------------- | -------------------------------------------------------------------------- | -------------------------------------------------------------------------- | -------------------------------------------------------------------------- | -------------------------------------------------------------------------- | -------------------------------------------------------------------------- | -------------------------------------------------------------------------- | -------------------------------------------------------------------------- | -------------------------------------------------------------------------- | -------------------------------------------------------------------------- | -------------------------------------------------------------------------- | -------------------------------------------------------------------------- | -------------------------------------------------------------------------- | -------------------------------------------------------------------------- | -------------------------------------------------------------------------- | -------------------------------------------------------------------------- |
|                                      |                                                                            |                                                                            |                                                                            |                                                                            |                                                                            |                                                                            |                                                                            |                                                                            |                                                                            |                                                                            |                                                                            |                                                                            |                                                                            |                                                                            |                                                                            |                                                                            |                                                                            |                                                                            |
| Europa                               | 9.075                                                                      | 9.579                                                                      | 8.142                                                                      | 6.937                                                                      | 7.131                                                                      | 7.178                                                                      | 7.567                                                                      | 5.866                                                                      | 4.488                                                                      | 3.947                                                                      | 4.205                                                                      | 4.595                                                                      | 5.096                                                                      | 4.900                                                                      | 4.399                                                                      | 4.598                                                                      | 4.880                                                                      | 5.044                                                                      |
| EU-staten                            | 785                                                                        | 928                                                                        | 1.082                                                                      | 959                                                                        | 1.740                                                                      | 1.533                                                                      | 1.534                                                                      | 1.289                                                                      | 1.232                                                                      | 1.017                                                                      | 1.165                                                                      | 1.263                                                                      | 1.482                                                                      | 1.739                                                                      | 1.769                                                                      | 1.765                                                                      | 2.262                                                                      | 2.787                                                                      |
| Griekenland                          | 76                                                                         | 139                                                                        | 90                                                                         | 93                                                                         | 118                                                                        | 71                                                                         | 96                                                                         | 109                                                                        | 98                                                                         | 69                                                                         | 72                                                                         | 126                                                                        | 344                                                                        | 231                                                                        | 195                                                                        | 191                                                                        | 222                                                                        | 224                                                                        |
| Italië                               | 78                                                                         | 46                                                                         | 42                                                                         | 98                                                                         | 78                                                                         | 71                                                                         | 85                                                                         | 70                                                                         | 88                                                                         | 53                                                                         | 52                                                                         | 77                                                                         | 89                                                                         | 114                                                                        | 128                                                                        | 139                                                                        | 160                                                                        | 226                                                                        |
| Kroatië                              | 110                                                                        | 119                                                                        | 120                                                                        | 67                                                                         | 52                                                                         | 57                                                                         | 71                                                                         | 42                                                                         | 36                                                                         | 13                                                                         | 18                                                                         | 26                                                                         | 12                                                                         | 64                                                                         | 144                                                                        | 109                                                                        | 124                                                                        | 93                                                                         |
| Nederland                            | 46                                                                         | 37                                                                         | 115                                                                        | 74                                                                         | 54                                                                         | 61                                                                         | 45                                                                         | 37                                                                         | 59                                                                         | 69                                                                         | 136                                                                        | 89                                                                         | 91                                                                         | 140                                                                        | 139                                                                        | 104                                                                        | 96                                                                         | 90                                                                         |
| Oostenrijk                           | 21                                                                         | 15                                                                         | 15                                                                         | 13                                                                         | 10                                                                         | 7                                                                          | 11                                                                         | 18                                                                         | 6                                                                          | 9                                                                          | 21                                                                         | 15                                                                         | 11                                                                         | 12                                                                         | 22                                                                         | 21                                                                         | 22                                                                         | 21                                                                         |
| Polen                                | 173                                                                        | 233                                                                        | 406                                                                        | 301                                                                        | 1 102                                                                      | 914                                                                        | 864                                                                        | 583                                                                        | 548                                                                        | 434                                                                        | 422                                                                        | 477                                                                        | 518                                                                        | 655                                                                        | 576                                                                        | 559                                                                        | 650                                                                        | 664                                                                        |
| Portugal                             | 21                                                                         | 19                                                                         | 15                                                                         | 28                                                                         | 39                                                                         | 28                                                                         | 36                                                                         | 15                                                                         | 25                                                                         | 20                                                                         | 22                                                                         | 19                                                                         | 35                                                                         | 30                                                                         | 50                                                                         | 56                                                                         | 63                                                                         | 66                                                                         |
| Roemenië                             | 67                                                                         | 90                                                                         | 89                                                                         | 60                                                                         | 58                                                                         | 72                                                                         | 90                                                                         | 209                                                                        | 124                                                                        | 119                                                                        | 136                                                                        | 132                                                                        | 81                                                                         | 115                                                                        | 113                                                                        | 156                                                                        | 193                                                                        | 241                                                                        |
| Spanje                               | 18                                                                         | 25                                                                         | 8                                                                          | 12                                                                         | 7                                                                          | 6                                                                          | 10                                                                         | 2                                                                          | 18                                                                         | 24                                                                         | 22                                                                         | 44                                                                         | 34                                                                         | 64                                                                         | 51                                                                         | 55                                                                         | 74                                                                         | 84                                                                         |
| Hongarije                            | 25                                                                         | 22                                                                         | 23                                                                         | 15                                                                         | 35                                                                         | 22                                                                         | 34                                                                         | 18                                                                         | 25                                                                         | 23                                                                         | 21                                                                         | 37                                                                         | 34                                                                         | 28                                                                         | 38                                                                         | 39                                                                         | 66                                                                         | 49                                                                         |
| Verenigd Koninkrijk en Noord-Ierland | 32                                                                         | 46                                                                         | 46                                                                         | 41                                                                         | 44                                                                         | 50                                                                         | 41                                                                         | 36                                                                         | 39                                                                         | 24                                                                         | 21                                                                         | 28                                                                         | 20                                                                         | 55                                                                         | 64                                                                         | 63                                                                         | 295                                                                        | 672                                                                        |
| Albanië                              | 82                                                                         | 58                                                                         | 76                                                                         | 60                                                                         | 49                                                                         | 29                                                                         | 43                                                                         | 54                                                                         | 40                                                                         | 28                                                                         | 15                                                                         | 8                                                                          | 20                                                                         | 26                                                                         | 7                                                                          | 24                                                                         | 26                                                                         | 37                                                                         |
| Bosnië en Herzegovina                | 232                                                                        | 159                                                                        | 98                                                                         | 81                                                                         | 117                                                                        | 113                                                                        | 118                                                                        | 86                                                                         | 96                                                                         | 68                                                                         | 75                                                                         | 62                                                                         | 64                                                                         | 63                                                                         | 63                                                                         | 71                                                                         | 85                                                                         | 91                                                                         |
| Servië en Montenegro                 | 1.363                                                                      | 1.697                                                                      | 973                                                                        | 534                                                                        | 174                                                                        | 1.630                                                                      | 1.387                                                                      | 134                                                                        | 16                                                                         | 4                                                                          | -                                                                          | -                                                                          | -                                                                          | -                                                                          | -                                                                          | -                                                                          | -                                                                          | -                                                                          |
| Servië (vanaf 2006)                  | -                                                                          | -                                                                          | -                                                                          | -                                                                          | -                                                                          | -                                                                          | 413                                                                        | 1.064                                                                      | 524                                                                        | 2                                                                          | -                                                                          | -                                                                          | -                                                                          | -                                                                          | -                                                                          | -                                                                          | 4                                                                          | -                                                                          |
| Servië (zonder Kosovo vanaf 2009)    | -                                                                          | -                                                                          | -                                                                          | -                                                                          | -                                                                          | -                                                                          | -                                                                          | -                                                                          | -                                                                          | 103                                                                        | 187                                                                        | 258                                                                        | 225                                                                        | 215                                                                        | 174                                                                        | 162                                                                        | 210                                                                        | 142                                                                        |
| Kosovo (vanaf 2009)                  | -                                                                          | -                                                                          | -                                                                          | -                                                                          | -                                                                          | -                                                                          | -                                                                          | -                                                                          | -                                                                          | 34                                                                         | 170                                                                        | 221                                                                        | 181                                                                        | 222                                                                        | 216                                                                        | 242                                                                        | 215                                                                        | 247                                                                        |
| Montenegro (vanaf 2006)              | -                                                                          | -                                                                          | -                                                                          | -                                                                          | -                                                                          | -                                                                          | 2                                                                          | 26                                                                         | 29                                                                         | 16                                                                         | 15                                                                         | 12                                                                         | 19                                                                         | 15                                                                         | 15                                                                         | 20                                                                         | 14                                                                         | 24                                                                         |
| Rusland                              | 557                                                                        | 544                                                                        | 322                                                                        | 288                                                                        | 428                                                                        | 496                                                                        | 475                                                                        | 405                                                                        | 188                                                                        | 257                                                                        | 304                                                                        | 283                                                                        | 299                                                                        | 245                                                                        | 251                                                                        | 168                                                                        | 225                                                                        | 157                                                                        |
| Turkije                              | 5.543                                                                      | 5.754                                                                      | 5.149                                                                      | 4.478                                                                      | 4.042                                                                      | 2.897                                                                      | 2.944                                                                      | 2.162                                                                      | 2.020                                                                      | 2.170                                                                      | 1.892                                                                      | 2.010                                                                      | 2.361                                                                      | 1.864                                                                      | 1.657                                                                      | 1.709                                                                      | 1.278                                                                      | 1.208                                                                      |
| Oekraïne                             | 441                                                                        | 372                                                                        | 332                                                                        | 402                                                                        | 430                                                                        | 322                                                                        | 492                                                                        | 493                                                                        | 185                                                                        | 143                                                                        | 268                                                                        | 380                                                                        | 325                                                                        | 382                                                                        | 148                                                                        | 328                                                                        | 449                                                                        | 238                                                                        |
|                                      |                                                                            |                                                                            |                                                                            |                                                                            |                                                                            |                                                                            |                                                                            |                                                                            |                                                                            |                                                                            |                                                                            |                                                                            |                                                                            |                                                                            |                                                                            |                                                                            |                                                                            |                                                                            |
| Afrika                               | 623                                                                        | 573                                                                        | 566                                                                        | 501                                                                        | 555                                                                        | 568                                                                        | 525                                                                        | 521                                                                        | 564                                                                        | 542                                                                        | 489                                                                        | 599                                                                        | 596                                                                        | 589                                                                        | 596                                                                        | 625                                                                        | 647                                                                        | 673                                                                        |
| Ghana                                | 42                                                                         | 70                                                                         | 70                                                                         | 39                                                                         | 84                                                                         | 61                                                                         | 47                                                                         | 43                                                                         | 24                                                                         | 20                                                                         | 17                                                                         | 23                                                                         | 15                                                                         | 32                                                                         | 11                                                                         | 38                                                                         | 17                                                                         | 31                                                                         |
| Marokko                              | 99                                                                         | 80                                                                         | 69                                                                         | 75                                                                         | 87                                                                         | 75                                                                         | 74                                                                         | 70                                                                         | 96                                                                         | 87                                                                         | 69                                                                         | 84                                                                         | 95                                                                         | 88                                                                         | 84                                                                         | 75                                                                         | 72                                                                         | 92                                                                         |
| Tunesië                              | 202                                                                        | 160                                                                        | 165                                                                        | 132                                                                        | 101                                                                        | 111                                                                        | 81                                                                         | 112                                                                        | 76                                                                         | 73                                                                         | 89                                                                         | 96                                                                         | 110                                                                        | 111                                                                        | 119                                                                        | 112                                                                        | 134                                                                        | 108                                                                        |
|                                      |                                                                            |                                                                            |                                                                            |                                                                            |                                                                            |                                                                            |                                                                            |                                                                            |                                                                            |                                                                            |                                                                            |                                                                            |                                                                            |                                                                            |                                                                            |                                                                            |                                                                            |                                                                            |
| Azië                                 | 5.171                                                                      | 4.129                                                                      | 3.771                                                                      | 3.810                                                                      | 2.908                                                                      | 2.704                                                                      | 2.851                                                                      | 2.375                                                                      | 2.272                                                                      | 2.338                                                                      | 2.290                                                                      | 2.443                                                                      | 2.488                                                                      | 2.348                                                                      | 2.364                                                                      | 2.392                                                                      | 2.614                                                                      | 2.599                                                                      |
| Afghanistan                          | 298                                                                        | 194                                                                        | 290                                                                        | 410                                                                        | 352                                                                        | 236                                                                        | 227                                                                        | 230                                                                        | 219                                                                        | 210                                                                        | 161                                                                        | 124                                                                        | 121                                                                        | 129                                                                        | 129                                                                        | 129                                                                        | 150                                                                        | 158                                                                        |
| China                                | 112                                                                        | 85                                                                         | 81                                                                         | 71                                                                         | 64                                                                         | 68                                                                         | 76                                                                         | 66                                                                         | 98                                                                         | 93                                                                         | 106                                                                        | 99                                                                         | 99                                                                         | 84                                                                         | 94                                                                         | 71                                                                         | 71                                                                         | 65                                                                         |
| Filipijnen                           | 109                                                                        | 88                                                                         | 111                                                                        | 107                                                                        | 59                                                                         | 64                                                                         | 72                                                                         | 54                                                                         | 56                                                                         | 27                                                                         | 41                                                                         | 39                                                                         | 47                                                                         | 44                                                                         | 42                                                                         | 49                                                                         | 41                                                                         | 41                                                                         |
| India                                | 72                                                                         | 62                                                                         | 47                                                                         | 58                                                                         | 43                                                                         | 52                                                                         | 44                                                                         | 33                                                                         | 38                                                                         | 34                                                                         | 41                                                                         | 44                                                                         | 64                                                                         | 61                                                                         | 63                                                                         | 65                                                                         | 96                                                                         | 103                                                                        |
| Irak                                 | 116                                                                        | 127                                                                        | 140                                                                        | 381                                                                        | 293                                                                        | 516                                                                        | 251                                                                        | 286                                                                        | 306                                                                        | 361                                                                        | 392                                                                        | 434                                                                        | 273                                                                        | 326                                                                        | 317                                                                        | 313                                                                        | 430                                                                        | 403                                                                        |
| Iran                                 | 1.282                                                                      | 778                                                                        | 1.115                                                                      | 822                                                                        | 645                                                                        | 348                                                                        | 386                                                                        | 362                                                                        | 303                                                                        | 323                                                                        | 245                                                                        | 255                                                                        | 227                                                                        | 227                                                                        | 262                                                                        | 221                                                                        | 255                                                                        | 260                                                                        |
| Kazachstan                           | 354                                                                        | 304                                                                        | 250                                                                        | 290                                                                        | 122                                                                        | 269                                                                        | 563                                                                        | 212                                                                        | 181                                                                        | 162                                                                        | 153                                                                        | 177                                                                        | 172                                                                        | 207                                                                        | 178                                                                        | 133                                                                        | 126                                                                        | 119                                                                        |
| Kirgizië                             | 50                                                                         | 29                                                                         | 24                                                                         | 57                                                                         | 39                                                                         | 55                                                                         | 57                                                                         | 53                                                                         | 43                                                                         | 14                                                                         | 33                                                                         | 29                                                                         | 38                                                                         | 22                                                                         | 24                                                                         | 25                                                                         | 15                                                                         | 22                                                                         |
| Libanon                              | 1.434                                                                      | 1.208                                                                      | 906                                                                        | 727                                                                        | 527                                                                        | 395                                                                        | 454                                                                        | 377                                                                        | 367                                                                        | 335                                                                        | 295                                                                        | 240                                                                        | 209                                                                        | 243                                                                        | 254                                                                        | 259                                                                        | 303                                                                        | 238                                                                        |
| Pakistan                             | 119                                                                        | 109                                                                        | 99                                                                         | 82                                                                         | 105                                                                        | 87                                                                         | 76                                                                         | 46                                                                         | 52                                                                         | 67                                                                         | 33                                                                         | 47                                                                         | 49                                                                         | 40                                                                         | 61                                                                         | 66                                                                         | 77                                                                         | 60                                                                         |
| Sri Lanka                            | 438                                                                        | 359                                                                        | 207                                                                        | 151                                                                        | 178                                                                        | 134                                                                        | 93                                                                         | 105                                                                        | 112                                                                        | 76                                                                         | 88                                                                         | 69                                                                         | 68                                                                         | 48                                                                         | 47                                                                         | 52                                                                         | 54                                                                         | 31                                                                         |
| Syrië, Verenigde Arabische Republiek | 165                                                                        | 205                                                                        | 152                                                                        | 222                                                                        | 145                                                                        | 171                                                                        | 183                                                                        | 210                                                                        | 208                                                                        | 225                                                                        | 219                                                                        | 219                                                                        | 208                                                                        | 247                                                                        | 300                                                                        | 398                                                                        | 368                                                                        | 444                                                                        |
| Tadzjikistan                         | 14                                                                         | 7                                                                          | 14                                                                         | 16                                                                         | 11                                                                         | 3                                                                          | 3                                                                          | 2                                                                          | 1                                                                          | -                                                                          | 1                                                                          | 1                                                                          | 2                                                                          | 1                                                                          | 2                                                                          | 1                                                                          | -                                                                          | 1                                                                          |
| Oezbekistan                          | 15                                                                         | 12                                                                         | 18                                                                         | 16                                                                         | 15                                                                         | 28                                                                         | 32                                                                         | 12                                                                         | 14                                                                         | 4                                                                          | 13                                                                         | 22                                                                         | 32                                                                         | 26                                                                         | 20                                                                         | 40                                                                         | 15                                                                         | 38                                                                         |
| Vietnam                              | 432                                                                        | 373                                                                        | 188                                                                        | 207                                                                        | 142                                                                        | 137                                                                        | 160                                                                        | 158                                                                        | 110                                                                        | 227                                                                        | 280                                                                        | 419                                                                        | 667                                                                        | 387                                                                        | 277                                                                        | 266                                                                        | 265                                                                        | 259                                                                        |
|                                      |                                                                            |                                                                            |                                                                            |                                                                            |                                                                            |                                                                            |                                                                            |                                                                            |                                                                            |                                                                            |                                                                            |                                                                            |                                                                            |                                                                            |                                                                            |                                                                            |                                                                            |                                                                            |
| Amerika, Australië, Oceanië          | 169                                                                        | 152                                                                        | 171                                                                        | 195                                                                        | 190                                                                        | 214                                                                        | 252                                                                        | 267                                                                        | 233                                                                        | 212                                                                        | 227                                                                        | 214                                                                        | 213                                                                        | 229                                                                        | 256                                                                        | 261                                                                        | 270                                                                        | 298                                                                        |
|                                      |                                                                            |                                                                            |                                                                            |                                                                            |                                                                            |                                                                            |                                                                            |                                                                            |                                                                            |                                                                            |                                                                            |                                                                            |                                                                            |                                                                            |                                                                            |                                                                            |                                                                            |                                                                            |
| Statenloos                           | 254                                                                        | 177                                                                        | 141                                                                        | 152                                                                        | 167                                                                        | 150                                                                        | 171                                                                        | 136                                                                        | 99                                                                         | 125                                                                        | 125                                                                        | 99                                                                         | 117                                                                        | 113                                                                        | 83                                                                         | 80                                                                         | 70                                                                         | 138                                                                        |
| Onduidelijk/overige                  | 134                                                                        | 83                                                                         | 47                                                                         | 60                                                                         | 47                                                                         | 72                                                                         | 75                                                                         | 86                                                                         | 48                                                                         | 59                                                                         | 27                                                                         | 45                                                                         | 16                                                                         | 37                                                                         | 24                                                                         | 32                                                                         | 38                                                                         | 33                                                                         |
| Totaal                               | 15.426                                                                     | 14.693                                                                     | 12.838                                                                     | 11.655                                                                     | 10.998                                                                     | 10.886                                                                     | 11.441                                                                     | 9.251                                                                      | 7.704                                                                      | 7.223                                                                      | 7.363                                                                      | 7.995                                                                      | 8.526                                                                      | 8.216                                                                      | 7.722                                                                      | 7.988                                                                      | 8.519                                                                      | 8.785                                                                      |

## Spelling
Nedersaksen wordt gewoonlijk zonder koppelteken geschreven (minder gebruikelijk: Neder-Saksen). Het vormt hiermee een uitzondering op de regel. Andere tweeledige samengestelde buitenlandse aardrijkskundige namen worden met koppelteken geschreven, ook andere samenstellingen met Saksen: Neder-Oostenrijk, Neder-Silezië, Opper-Karabach, Achter-Pommeren, Midden-Saksen, Opper-Saksen, Zuidwest-Saksen.

## Economie
Nedersaksen is het kernland van Volkswagen. Het concern heeft vijf fabrieken in de deelstaat plus het hoofdkantoor in Wolfsburg.

### Aandelenbelangen deelstaat
De deelstaat Nedersaksen is aandeelhouder van verschillende ondernemingen. Het bekendste aandelenbelang heeft de deelstaat in Volkswagen AG met anno december 2020 een belang van 11,77% (stemrecht: 20%). Verder heeft de deelstaat aandelenbelangen in de Eisenbahnen und Verkehrsbetriebe Elbe-Weser GmbH (55,45%), Deutsche Messe AG (50,00%), Niedersächsische Gesellschaft zur Endablagerung von Sonderabfall mbH (36,70%), Flughafen Hannover-Langenhagen GmbH (35,00%), Salzgitter AG (26,48%), Galintis GmbH & Co. KG (22,73%) en Norddeutsche Landesbank Girozentrale (12,23%).
De aandelenbelangen van de deelstaat worden gehouden in een aparte aandelenondernemingen genaamd "Hannoversche Beteiligungsgesellschaft Niedersachsen mbH (HanBG)". Per 31 december 2020 had HanBG de volgende aandelenbelangen:
| Onderneming                                                          | Belang | Aankoopkosten    | Boekwaarde 31.12.20 |
| -------------------------------------------------------------------- | ------ | ---------------- | ------------------- |
| Eisenbahnen und Verkehrsbetriebe Elbe-Weser GmbH                     | 59,45% | 8.500.000,00     | 8.500.000,00        |
| Deutsche Messe AG                                                    | 50,00% | 222.499.029,67   | 1,00                |
| Niedersächsische Gesellschaft zur Endablagerung von Sonderabfall mbH | 36,70% | 433.287,89       | 433.287,89          |
| Flughafen Hannover-Langenhagen GmbH                                  | 35,00% | 31.029.155,98    | 1,00                |
| Salzgitter AG                                                        | 26,48% | 138.680.049,22   | 138.680.049,22      |
| Galintis GmbH & Co. KG                                               | 22,73% | 77.721.547,16    | 77.721.547,16       |
| Norddeutsche Landesbank Girozentrale (Nord/LB)                       | 12,23% | 363.380.080,86   | 363.380.080,86      |
| Volkswagen AG                                                        | 11,77% | 1.699.139.537,48 | 1.699.139.537,48    |

De Hannoversche Beteiligungsgesellschaft Niedersachsen mbH (HanBG) heeft de volgende resultaten behaald:
| Omschrijving                 | 2020      | 2019      | 2018      | 2017      | 2016      | 2015      | 2014      | 2013      | 2012      | 2011      | 2010      | 2009      | 2008      |            | Totaal 2020-2008 |
|                              | (x 1.000) | (x 1.000) | (x 1.000) | (x 1.000) | (x 1.000) | (x 1.000) | (x 1.000) | (x 1.000) | (x 1.000) | (x 1.000) | (x 1.000) | (x 1.000) | (x 1.000) | (x 1.000)  | (x 1.000)        |
| ---------------------------- | --------- | --------- | --------- | --------- | --------- | --------- | --------- | --------- | --------- | --------- | --------- | --------- | --------- | ---------- | ---------------- |
| Opbrengsten                  |           |           |           |           |           |           |           |           |           |           |           |           |           |            |                  |
| Opbrengsten uit deelnemingen | 284.130   | 298.127   | 243.037   | 128.265   | 14.687    | 340.129   | 242.483   | 212.328   | 200.778   | 205.861   | 136.691   | 197.075   | 239.450   |            | 2.743.041        |
| Overige bedrijfsopbrengsten  | 5         | 1         | 43        | 0         | 19        | 1         | 1         | 759       | 37.120    | 102       | 24        | 0         | 3.650     | 41.725     |                  |
| Kosten                       |           |           |           |           |           |           |           |           |           |           |           |           |           |            |                  |
| Rentelasten                  | -34.073   | -44.326   | -56.492   | -65.373   | -76.832   | -89.376   | -101.896  | -109.720  | -115.195  | -119.078  | -117.606  | -119.349  | -116.647  |            | -1.165.963       |
| Overige bedrijfskosten       | -262      | -285      | -79       | -87       | -83       | -148      | -155      | -10       | -171      | -74       | -253      | -680      | -473      | -2.760     |                  |
| Afschrijvingen deelnemingen  | -31.029   | 0         | -865.000  | -424.000  | -628.347  | 0         | 0         | 0         | 0         | 0         | 0         | -130.500  | -59.947   | -2.138.823 |                  |
| Resultaat                    |           |           |           |           |           |           |           |           |           |           |           |           |           |            |                  |
| Resultaat voor belastingen   | 220.236   | 253.732   | -678.334  | -360.749  | -690.297  | 250.596   | 140.493   | 103.308   | 122.791   | 87.839    | 19.555    | -52.138   | 67.693    |            | -515.275         |
| Dividendbelasting            | -43.482   | -37.580   | -32.734   | -6.553    | 30        | -35.200   | -21.798   | -6.345    | -4.739    | -4.210    | -2.988    | -6.864    | 0         | -202.463   |                  |
| Resultaat na belastingen     | 176.754   | 216.152   | -711.068  | -367.302  | -690.327  | 215.396   | 118.695   | 96.963    | 118.052   | 83.629    | 16.567    | -59.002   | 67.693    | -717.798   |                  |

#### Aandelenbelang Flughafen Hannover-Langenhagen GmbH
De Flughafen Hannover-Langenhagen GmbH, is een vliegveld ongeveer 11 kilometer ten noorden van Hannover, Nedersaksen nabij de plaats Langenhagen. Het is het op 9 na grootste vliegveld van Duitsland.
In het jaar 1991 nam de HanBG het aandeel van 50% over van de deelstaat Nedersaksen. In 1998 werd 15% van het aandelenkapitaal in Flughafen Hannover-Langenhagen GmbH van de hand gedaan. De HanBG had vanaf dat moment 35% van het aandelenkapitaal in bezit. De rest van de aandelen zijn in handen van de deelstaat hoofdstad Hannover (35%) en iCON Flughafen GmbH (30%). iCON Flughafen GmbH heeft haar aandelen van 30% in 2018 overgenomen van Fraport AG voor een bedrag van € 109,2 miljoen.
In 2019 behaalde het vliegveld nog een positief resultaat van 0,17 miljoen euro. In 2020 daarentegen leed het vliegveld een verlies van in totaal 46,1 miljoen euro, vanwege de beperkende maatregelen voor het vliegverkeer als gevolg van de coronapandemie. Men verwacht dat pas in het jaar 2025, het aantal passagiers weer hetzelfde niveau bereikt heeft als voor de coronapandemie. Met deze vaststelling verwacht HanBG dat het vliegveld langdurig geen dividend kan uitkeren, vanwege slechte resultaten en een negatief eigen vermogen. In 2020 heeft HanBG daarom besloten om de deelneming in Flughafen Hannover-Langenhagen GmbH ter waarde van € 31.029.155,98 volledig af te boeken.

#### Aandelenbelang Deutsche Messe AG
De Deutsche Messe AG (opgericht in 1947) is de eigenaar van het evenementencomplex van Hannover, dat wereldwijd een van de grootste van zijn soort is. Het wordt gebruikt voor beurzen, congressen en andere grootschalige bijeenkomsten.
In het jaar 1993 nam de HanBG het aandeel van 49,832% van de deelstaat Nedersaksen over. Op 1 november 2010 verwierf de HanBg een aandeel van 0,168% van de Vrije Hanzestad Bremen kosteloos erbij. De HanBG had vanaf dat moment 50% van het aandelenkapitaal van de Deutsche Messe in bezit. De rest van de aandelen zijn in handen van de deelstaathoofdstad Hannover (49,871%) en de Regio Hannover (0,129%).

#### Aandelenbelang Norddeutsche Landesbank Girozentrale (Nord/LB)
De Norddeutsche Landesbank Girozentrale (Nord/LB) is een kredietinstituut (bank) in de Duitse deelstaat Nedersaksen en Saksen-Anhalt. De Nord/LB is deelstaatbank en eveneens girocentrale voor de Sparkassen in Nedersaksen, Saksen-Anhalt en Mecklenburg-Voor-Pommeren.
De HanBG is sinds 23 december 2019 aandeelhouder in Nord/LB. Daarvoor was de HanBG door middel van een "Treuhandmodel" in de Nord/LB betrokken. De daarvoor gesloten "Treuhandovereenkomsten" tussen de deelstaat Nedersaksen en de HanBH zijn per 23 december 2019 opgeheven.

#### Aandelenbelang Eisenbahnen- und Verkehrsbetriebe Elbe-Weser GmbH (EVB)
Sinds 24 juli 2014 is de HanBG met 8,5 miljoen euro aan stamkapitaal in de EVB betrokken. De HanBG heeft daarmee 59,45% van het totale stamkapitaal (14,3 miljoen euro) van de EVB in handen. 
De winstgevendheid van de EVB groep is in het jaar 2019 met een positief resultaat van 3,3 miljoen euro en in 2018 met een positief resultaat van 4,5 miljoen euro goed.